# Алберт Баубин
Алберт Франц Баубин (на сръбски: Albert F. Baubin или Алберт Ф. Баубин; на немски: Albert F. Baubin) е сръбски и османски фотограф и пионер в киното, работил на Балканите в периода 1883 – 1909 година.

## Биография
По баща е немец, от Австрия или Германия, като е възможно и да е евреин. Завършва в 1872 година четвърти клас в основното училище в Ягодина и в същата година се изселва в Парачин. Баща му Франц Баубин е фотограф. Алберт започва работа при него в Ниш, където около 1883 година фирмата им се казва „Фотографско ателие Ф. Баубин и син Ниш“ (Photographischer Atelier F. Baubin & sohn Albert Nisch, Ф. Баубин и син Алберт фотограф у Нишу). По-късно, от 1885 до към 1887 година, а може би и до по-късно, Алберт е самостоятелен фотограф в Ниш, като ателието му е в хотел „Сърбия“. Жени се в Ниш и има двама сина – Никола и Франьо, които вероятно също участват във фотографския му бизнес.
Отваря ателиета в много други градове на Балканите. Баубин отваря ателиета в Солун около 1895 година, където негов помощник е Димитрие М. Джукич. Солунското ателие на Баубин работи до края на Първата световна война в 1918 година, а може и до по-късно. Ателиетата му са във Франкомахала, в Европейската махала до Бошнак хан, на улица „Чарши“ срещу хотел „Централ“.
Около 1897 година работи ателие „Франц Баубин“ в Ягодина. В началото на XX век отваря ателие в Скопие.
В 1897 година Алберт Баубин купува пътуващ биоскоп от Чехия, който пристига с влак заедно с двама помощници и два сандъка техника. Баубин прави филмови прожекции с Едисонов кинетоскоп (предшественик на Люмиеровия) в Ниш, Ягодина, Скопие, където има и фотографски ателиета.
Издава пощенски картички от Скопие. Издава фотографски албум за посещението на сръбския крал Петър I Караджорджевич в Хилендарския манастир в март 1910 година. Негови фотографии от солунското му ателие се публикуват в белградските вестници „Вечерне Новости“ и „Илюстровани Балкан“. В началото на XX век Алберт работи в Призрен и Прищина. Автор е на фотографии на османския султан Мустафа III и Бранислав Нушич. Ученик на Баубин е Аранджел Станкович, известен скопски фотограф, който работи със синовете му.
- Фотографии от Алберт Баубин
- Герман Каравангелис
- Йон Драгумис
- Фео Мустакова
- Георги Кулишев
- Димитър Спространов и други ученици от Началното българско училище в Пиргите, Солун, 1905 г.
- Евтим Спространов, Солун, 19 декември 1905 г.